# Domašovská vrchovina
Domašovská vrchovina (kód geomorfologické jednotky IVC-8E) je pohoří a geomorfologický podcelek Nízkého Jeseníku patřící pod Jesenickou oblast (Východosudetskou oblast). Nachází se v okrese Olomouc v Olomouckém kraji a v okrese Opava a Bruntál v Moravskoslezském kraji a na Moravě.

## Geomorfologické členění
Domašovská vrchovina se skládá ze 4 geomorfologických okrsků:
- Červenohorská vrchovina
- Jívovská vrchovina
- Libavská vrchovina
- Radíkovská vrchovina

## Nejvyšší vrhol
Nejvyšším vrcholem je kopec Červená hora s nadmořskou výškou 749 m s vysílačem. Kopec je také nejvyšším geodetickým bodem okresu Opava.

## Vodstvo
Vodstvo patří do povodí veletoku Odra (úmoří Baltského moře) a řeky Morava (úmoří Černého moře). Největší řeky jsou Odra, Bystřice a Budišovka.

## Osídlení
Největšími sídly jsou Šternberk, Moravský Beroun, Budišov nad Budišovkou, Město Libavá, Jívová, Norberčany a Dvorce. Část území Domašovské vrchoviny se nachází ve vojenském újezdu Libavá a není trvale obydlená.

## Název
Pohoří je pojmenováno podle vesnice Domašov nad Bystřicí.